# Primærrute 12
Primærrute 12 är en cirka 129 km lång väg (primærrute) på Jylland i Danmark. Den går mellan E20 vid Esbjerg och primærrute 13 vid Viborg. Längs större delen av sträckan trafikeras den av 3-8 000 fordon per dygn.